# Конференц-центр

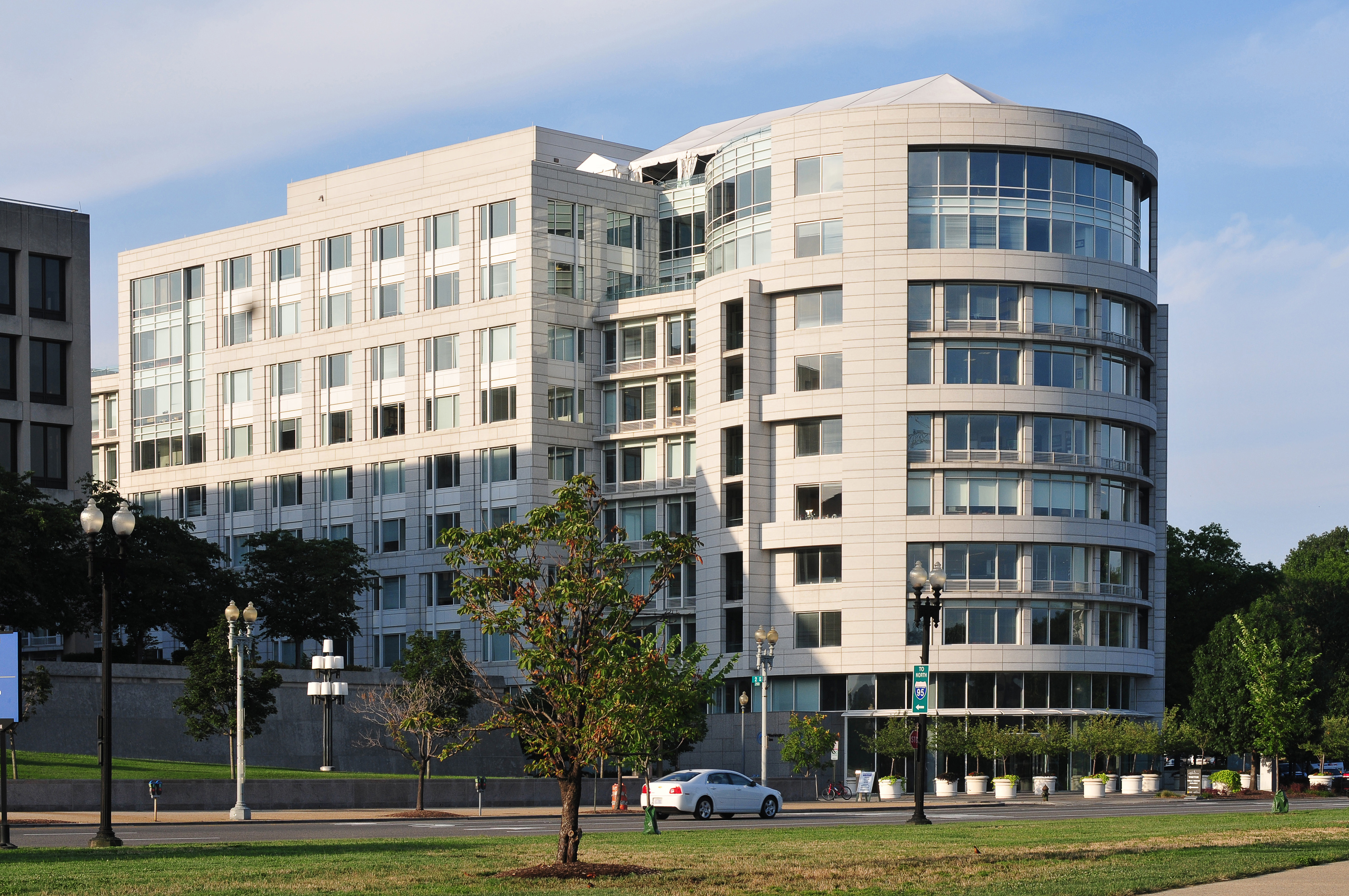
Конференц-центр Капітолія у Вашингтоні.

Конференц-центр (англ. conference centre або англ. convention center у США) — велика будівля, призначена для проведення конференцій, де окремі особи та групи збираються для поширення та обміну спільними інтересами. Конференц-центри зазвичай пропонують достатню площу для розміщення декількох тисяч учасників. Дуже великі майданчики, придатні для великих виставок, іноді називають виставковими центрами. Конференц-центри, як правило, мають принаймні одну аудиторію і можуть також містити концертні та лекційні зали, конференц-зали або кімнати для переговорів. Деякі великі готелі включають конференц-центри.

## Галерея

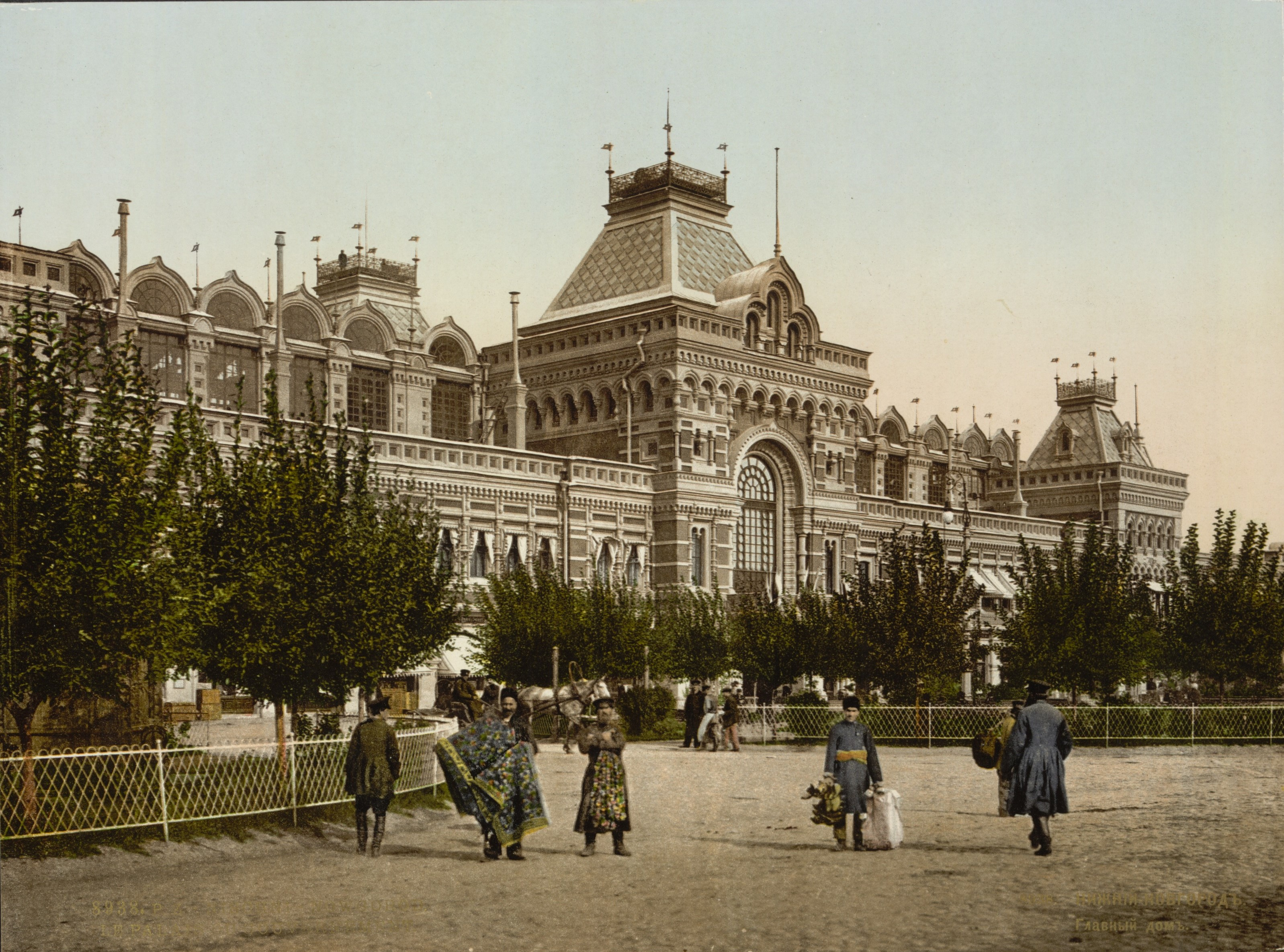
Виставковий центр Ніжегородського ярмарку
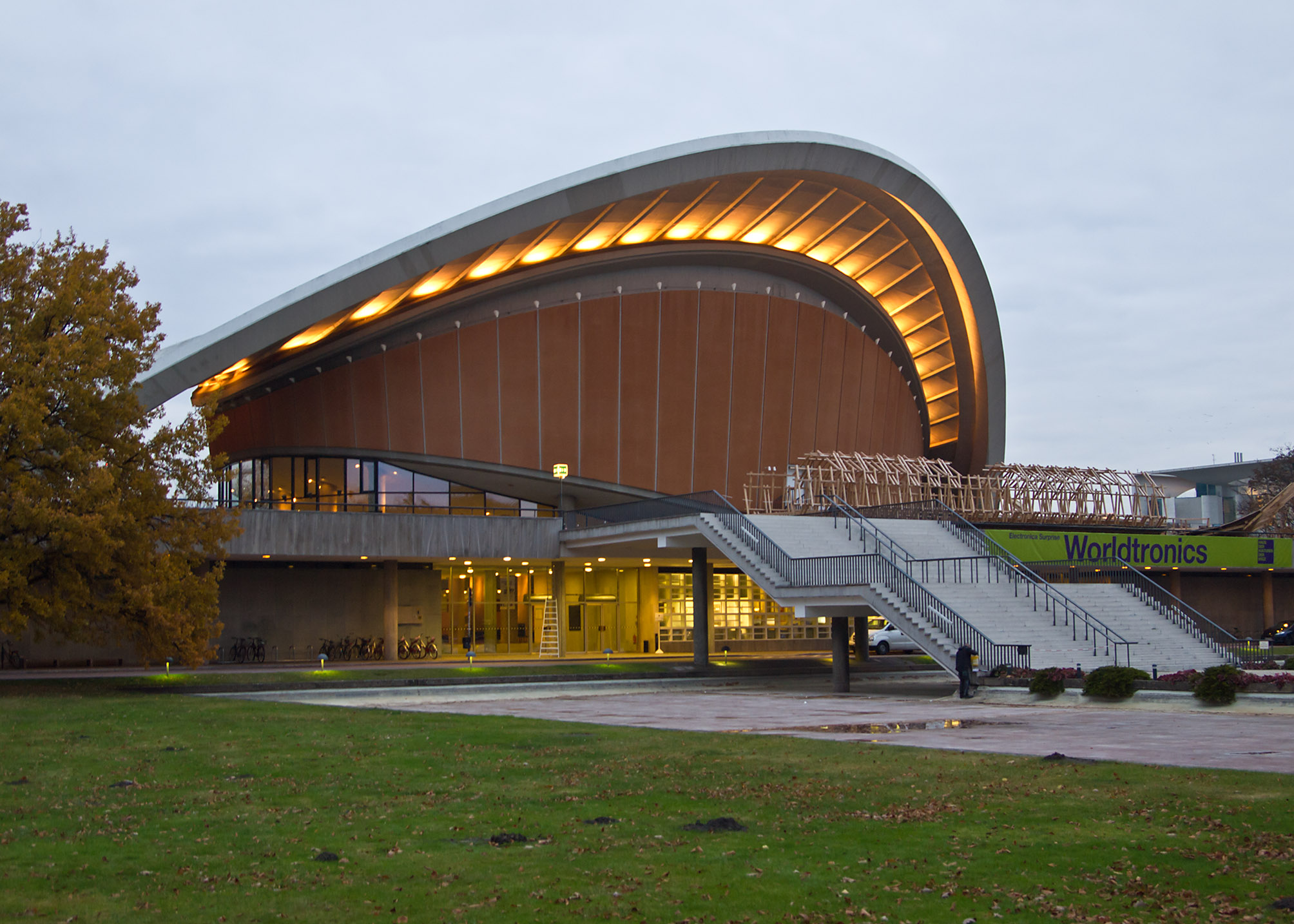
Kongresshalle Berlin – Будинок культур світу
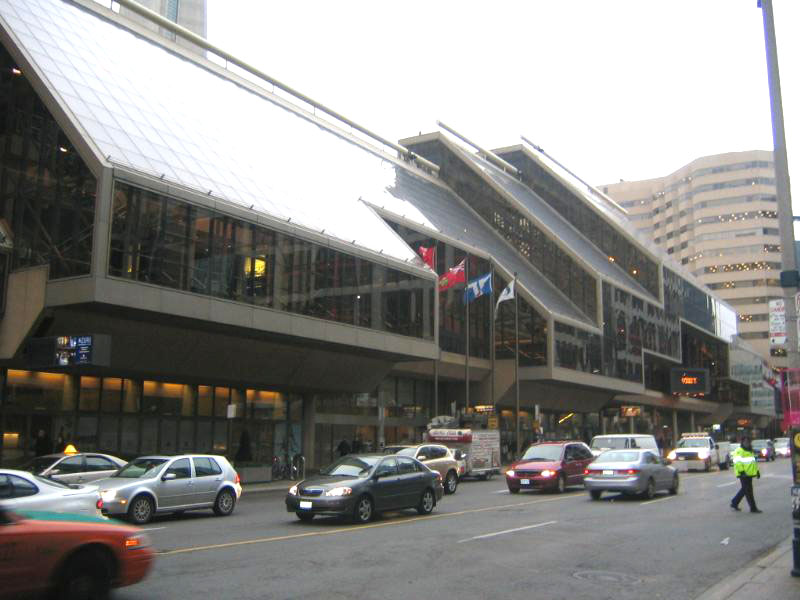
Конференц-центр у Торонто
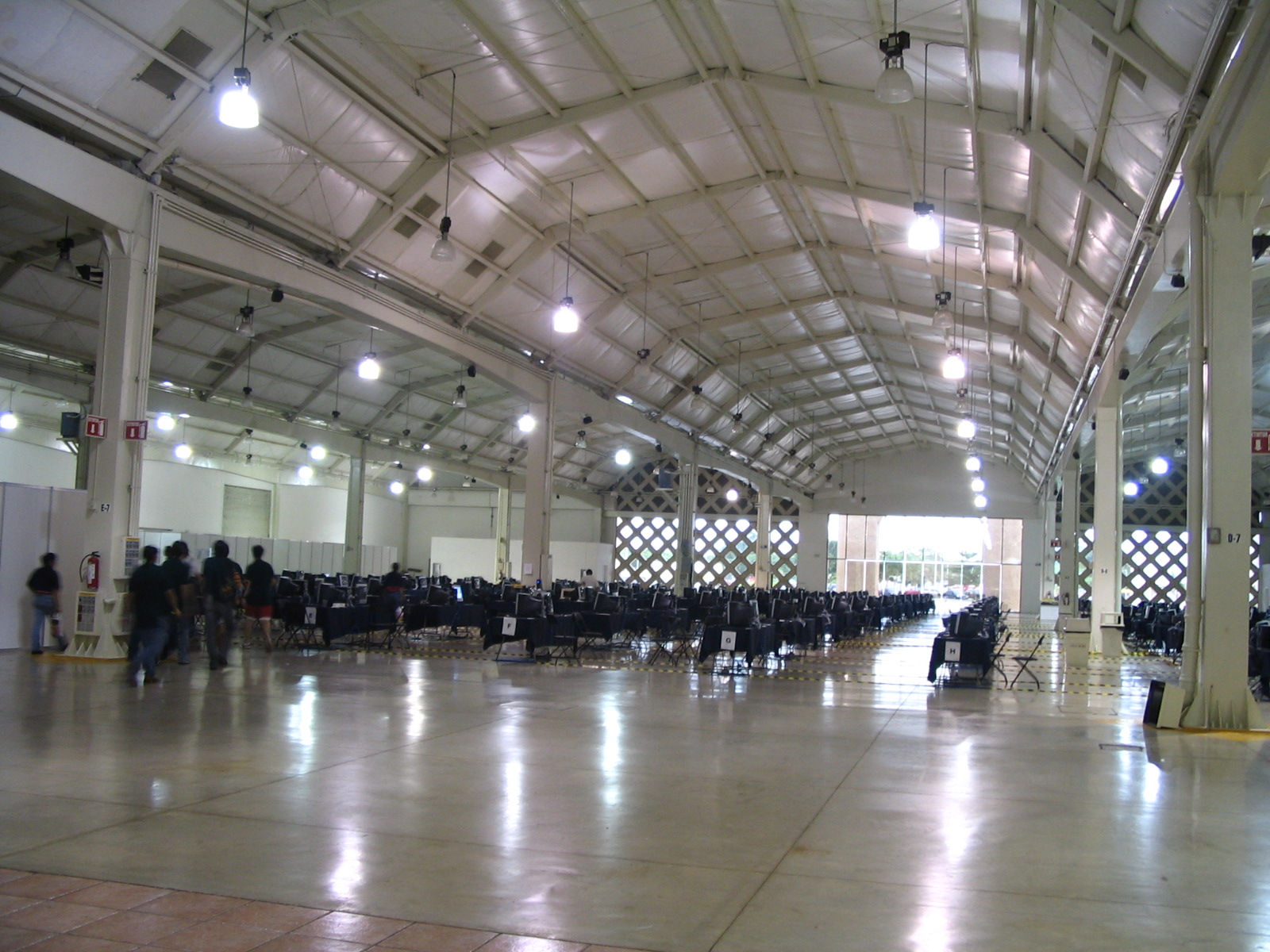
Siglo XXI Convention Centre в Мериді, Мексика
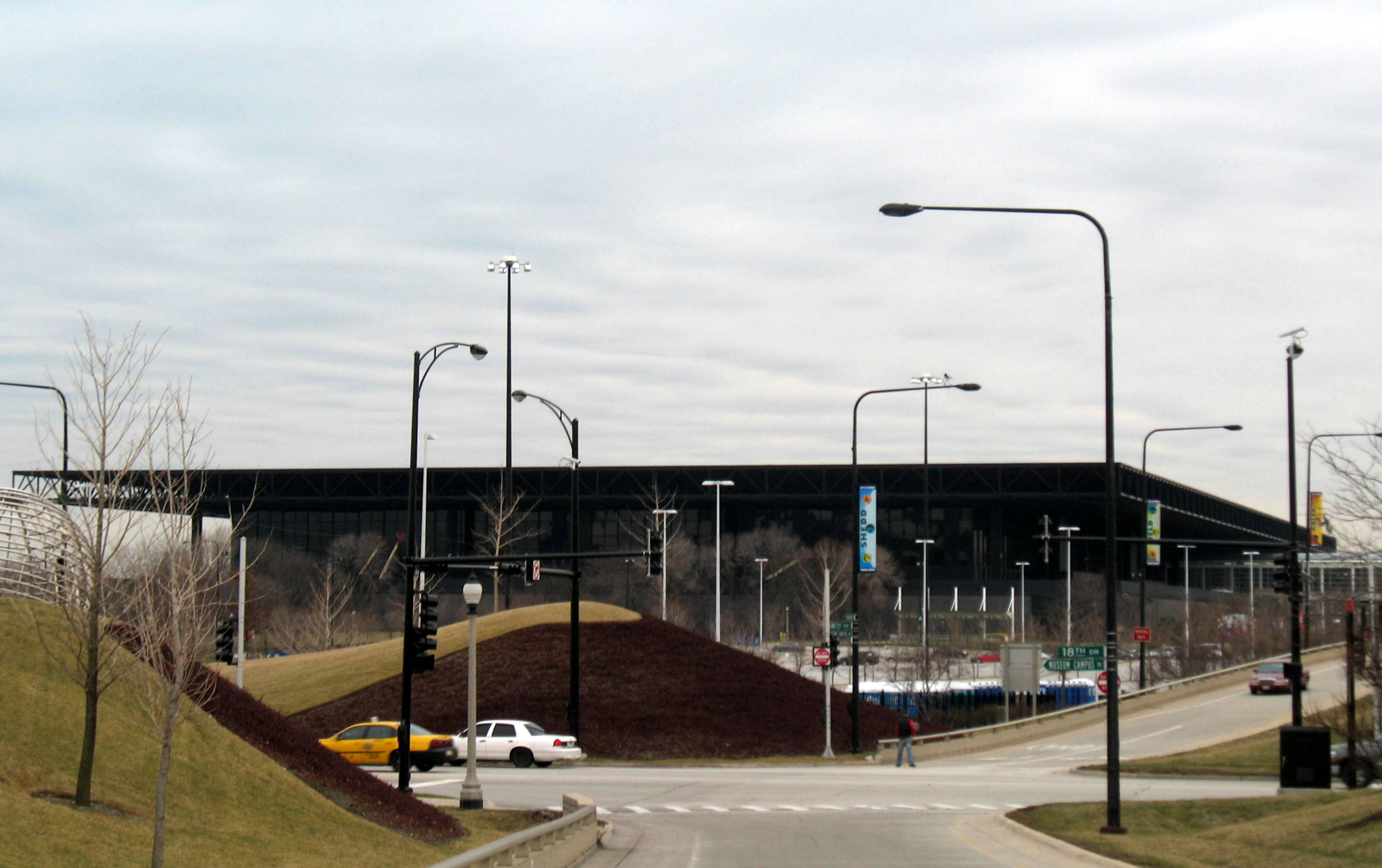
McCormick Place в Чикаго, найбільший конференц-центр у Північній Америці
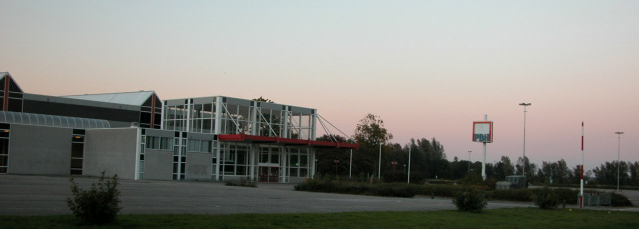
Задній вхід до Prins Bernhardhoeve (PBH) у Нідерландах
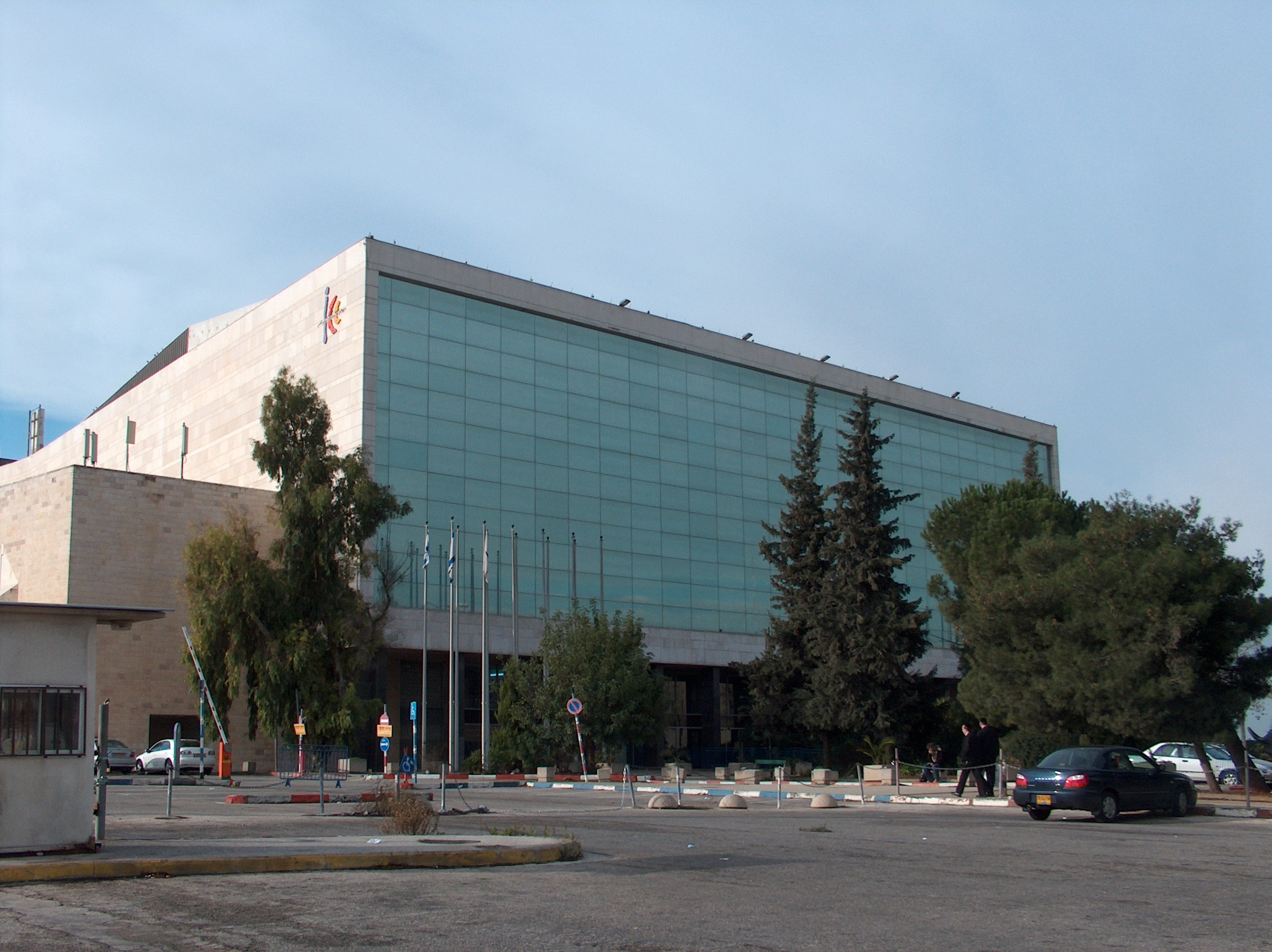
Міжнародний конференц-центр у Єрусалимі
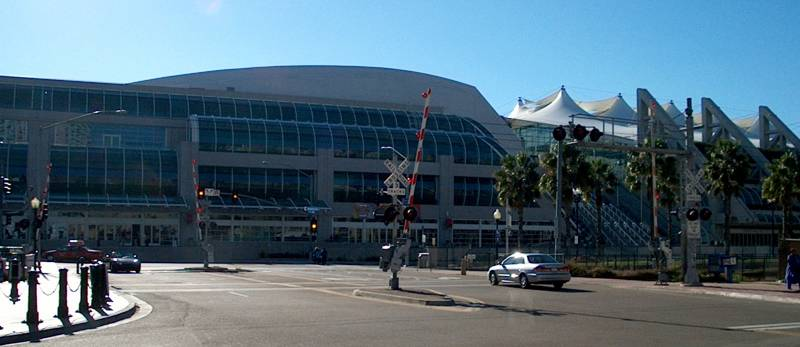
Вигляд на західну частину конференц-центра у Сан-Дієго, у якому, у тому числі, проводиться San Diego Comic-Con
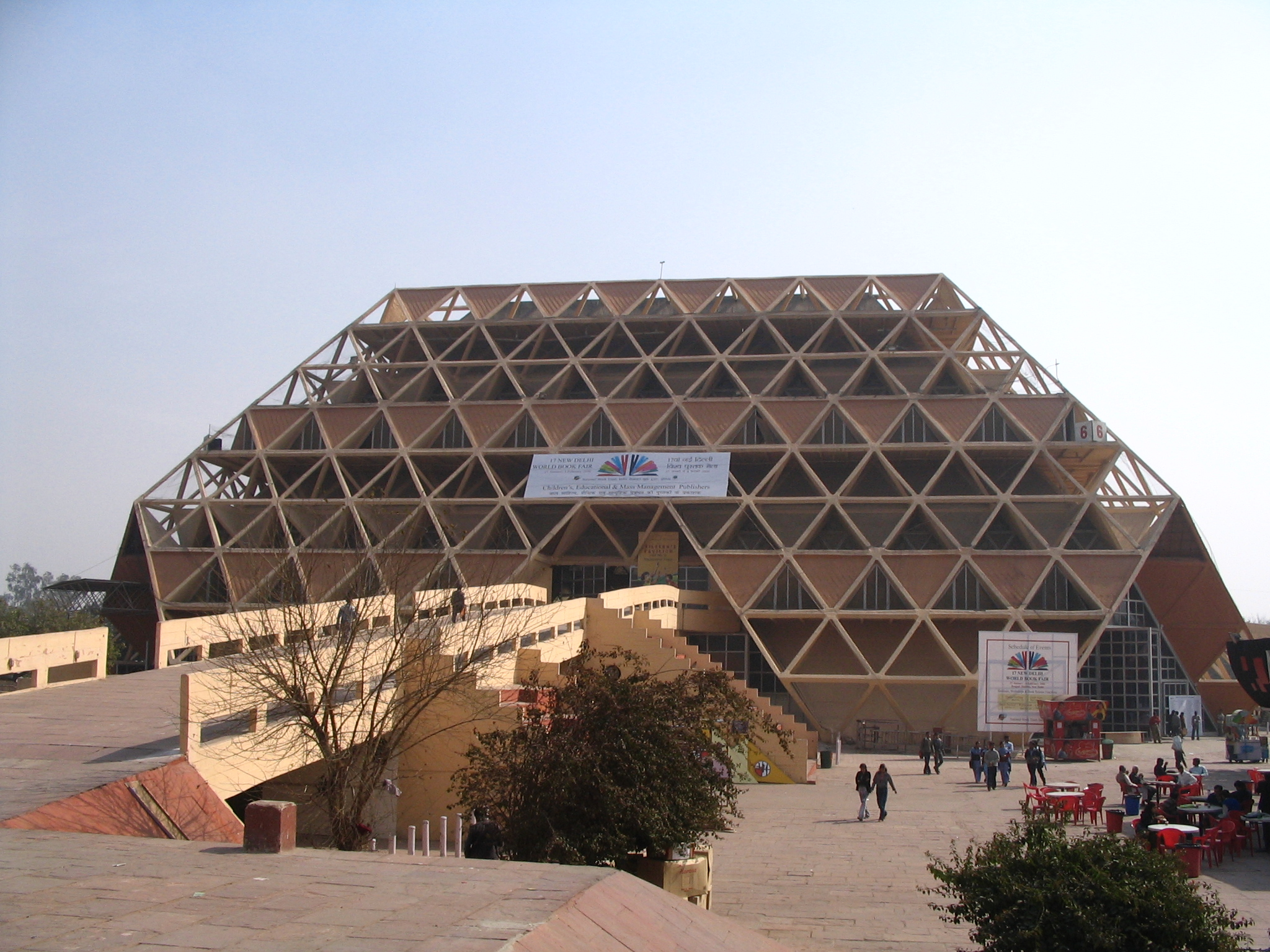
Зал №6 у Праґаті-Майдан, Нью-Делі, Індія
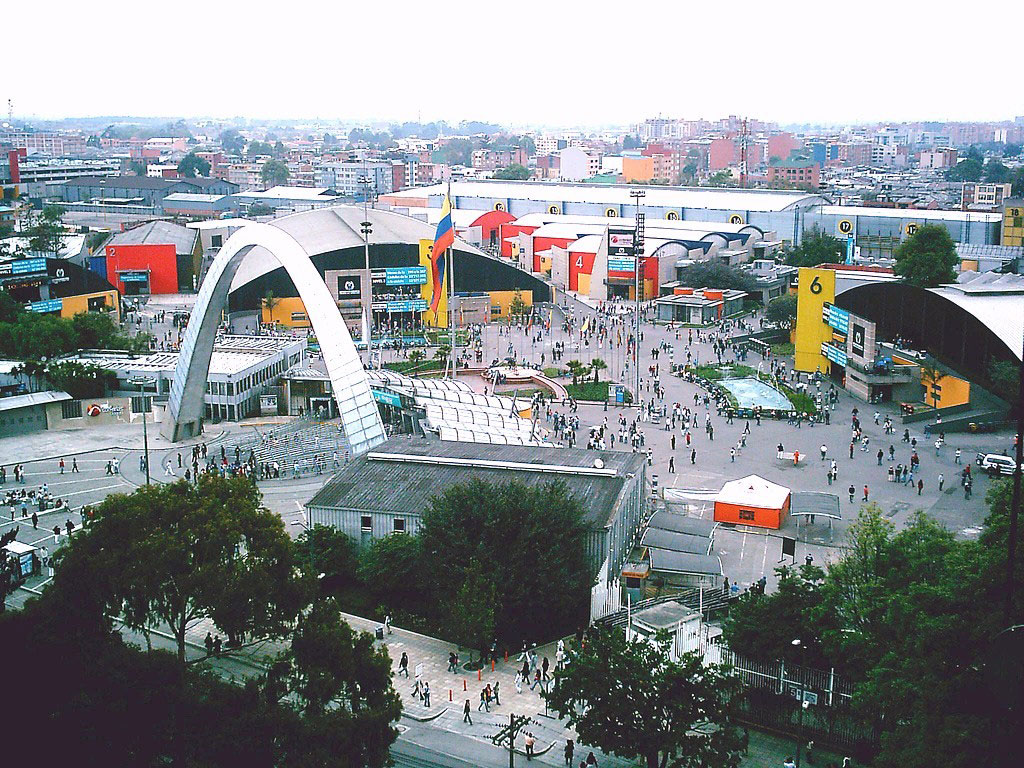
Виставковий центр Corferias у Боготі, Колумбія
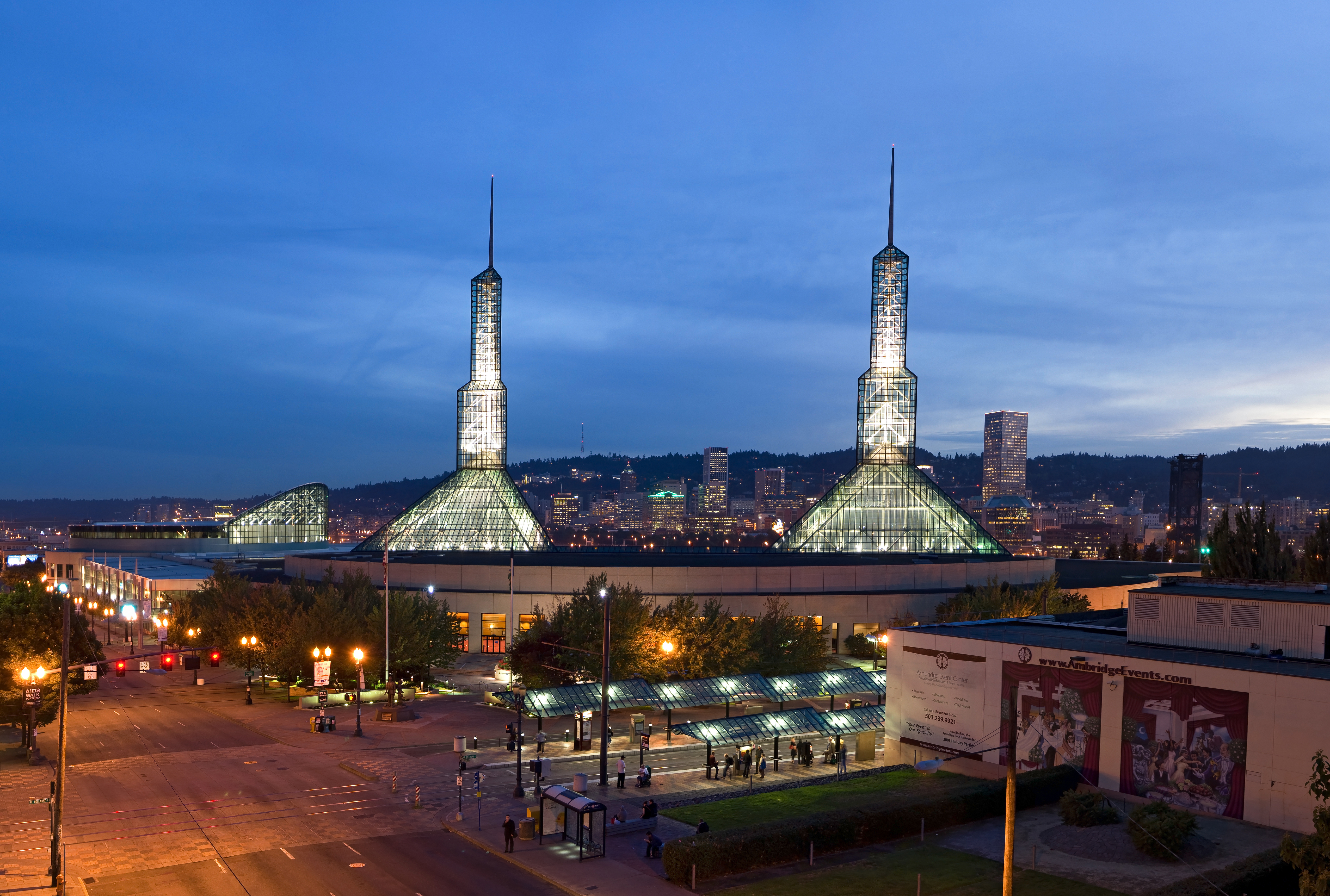
Орегонський конференц-центр у Портенді, Орегон
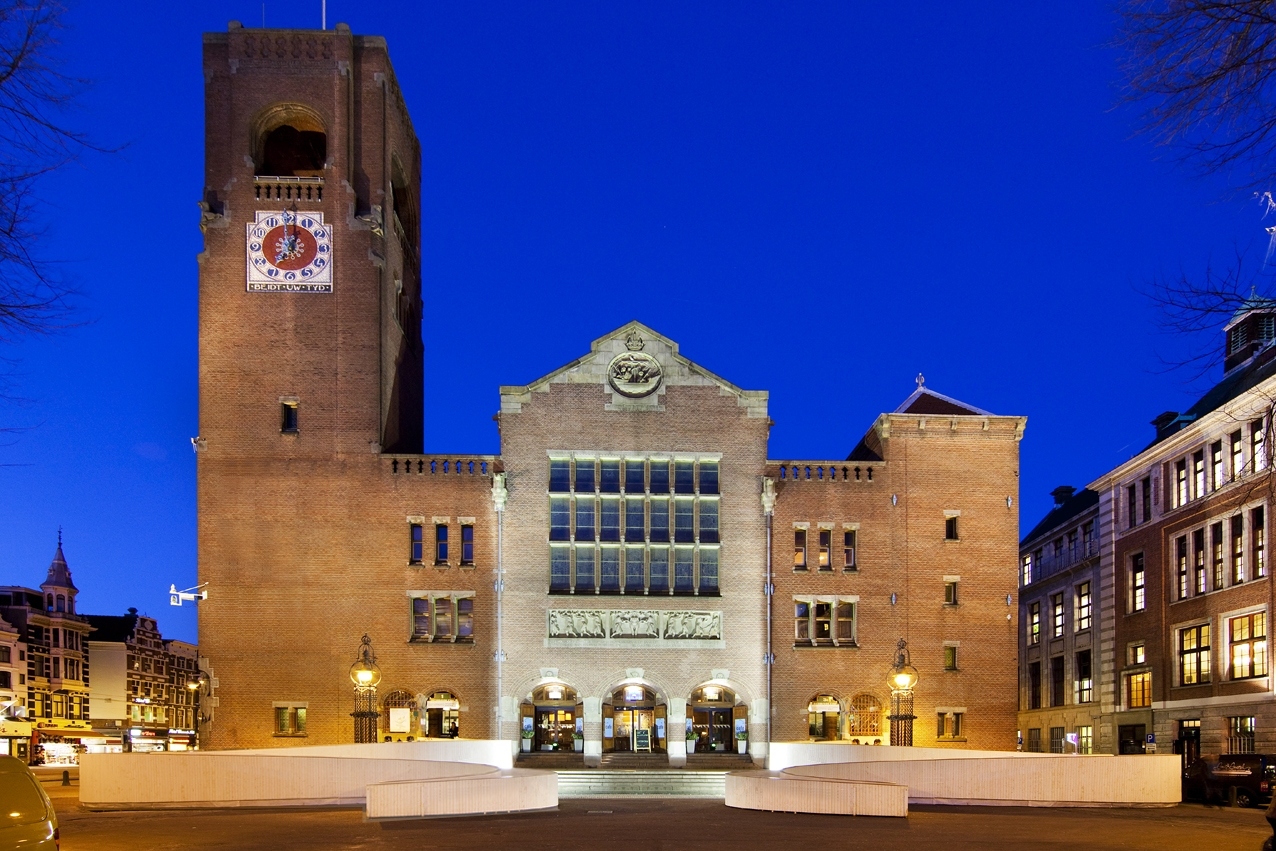
Beurs van Berlage, конференц-центр у Амстердамі, Нідерланди
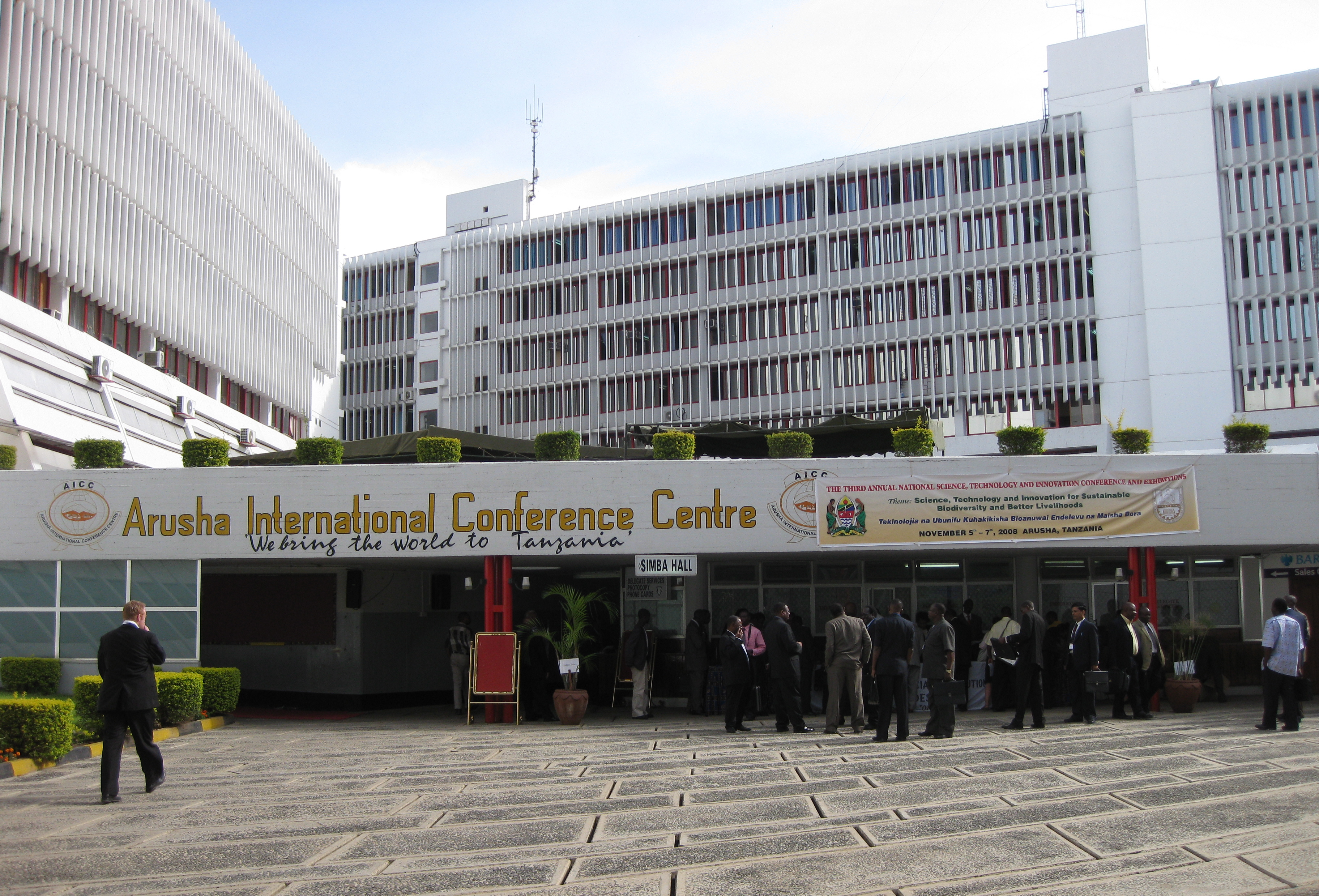
Міжнародний конференц-центр в Аруші, Танзанія
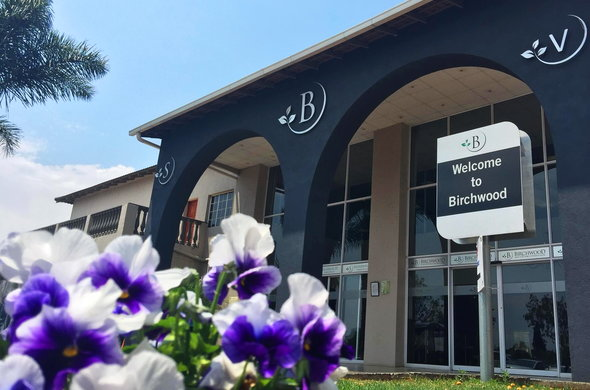
Конференц-центр Бірчвуд, Йоганнесбург
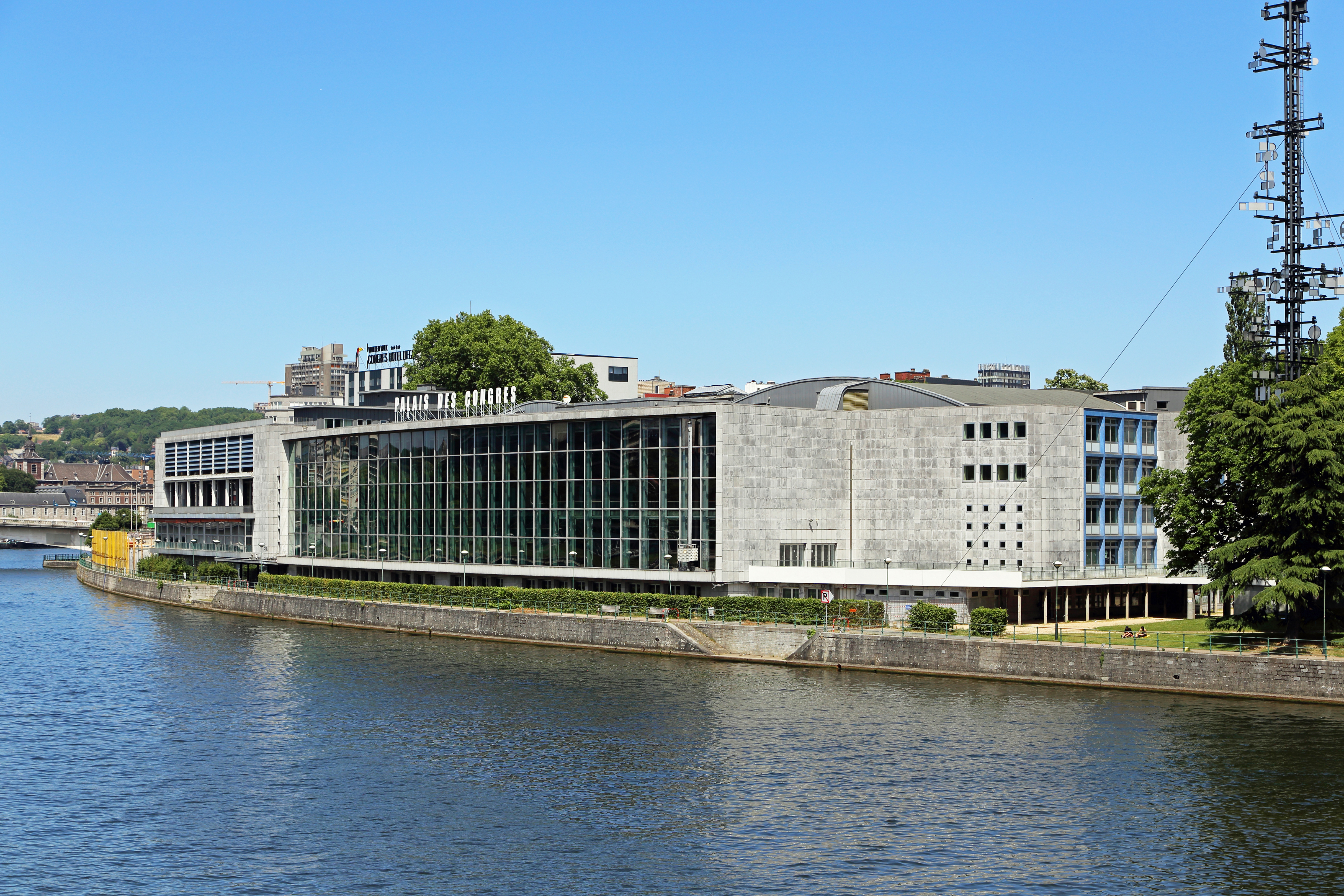
Конгрес-центр (Palais des Congrès) у Льєжі, Бельгія